# Leodegar Keller

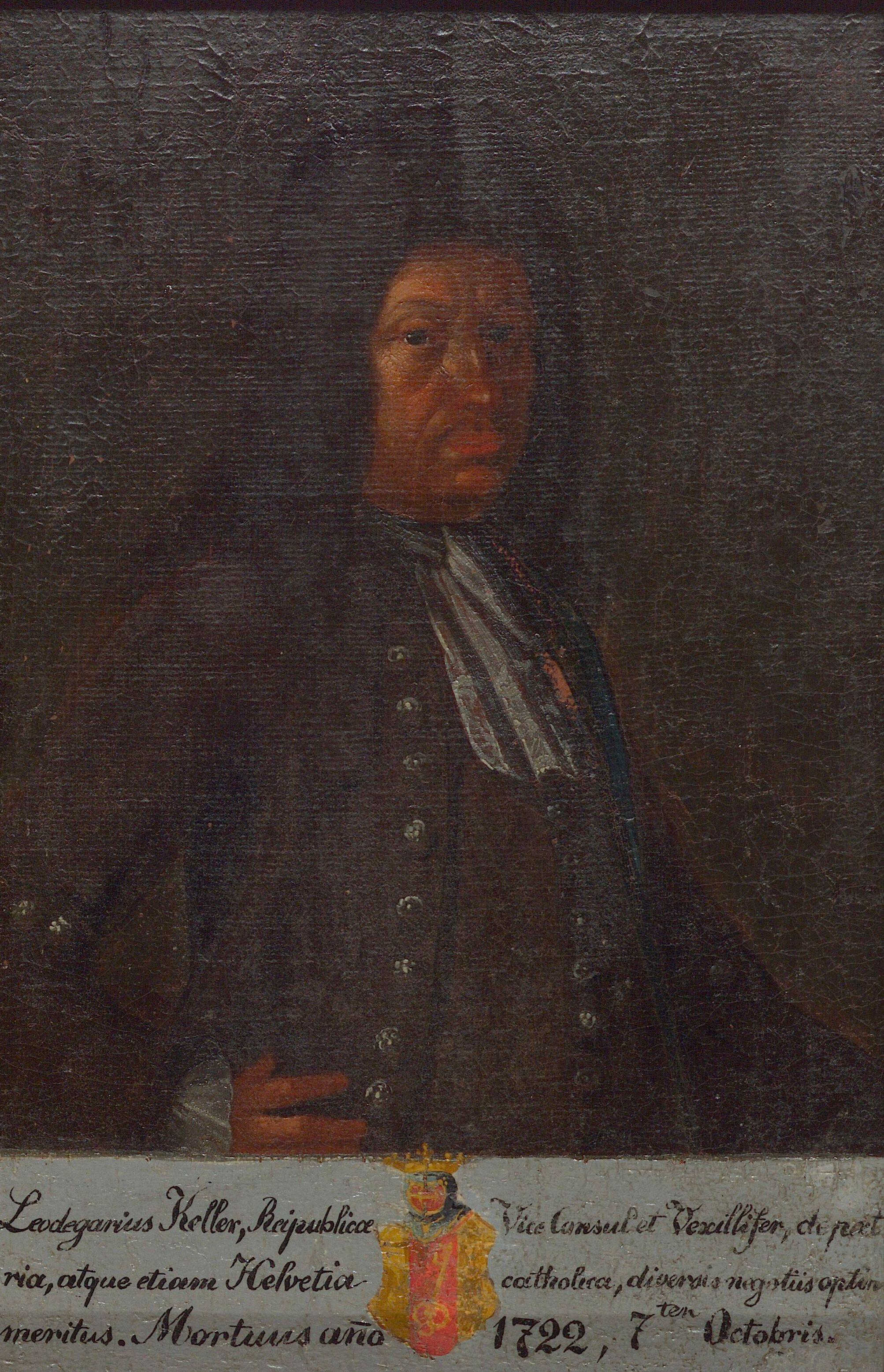
Porträt von Leodegard Keller

Leodegar Keller (* 8. März 1642 in Ruswil; † 8. Oktober 1722 in Luzern) stammte aus dem Luzerner Patriziat. Er war Kleinrat, Landschreiber und Salzdirektor. 

## Leben
Leodegar Keller war der Sohn des Jakob Keller und der Dorothea, geb. Pfyffer von Altishofen, deren Urgrossvater Ludwig Pfyffer von Altishofen war. 1661 heiratete er Anna Maria Clauser. Nach deren Tod heiratete er im Jahr 1670 Maria Elisabeth Barbara Xaveria Feer von Buttisholz (1649–1736), eine Tochter des Luzerner Kleinrats Leopold XII Feer von Buttisholz (1608–1656), dessen Grossvater (Leopold IX Feer von Buttisholz) 1570/71 das spätgotische Schloss Buttisholz errichten liess. Ein Sohn von Leodegar und Maria Keller-Feer war der spätere Tagsatzungsgesandte, Vogt und Luzerner Kleinrat Anton Leodegar Keller.

## Leistungen
1664 wurde Keller, erst 22-jährig, in den Grossen Rat von Locarno (früherer Name: Luggarus) gewählt, dem er bis 1677 angehörte. Ab 1666 amtete er zudem als Landschreiber. Von 1677 bis 1722 war er Mitglied des Kleinen Rates, 1697 Salzdirektor, 1699 Gesandter in Mailand, 1713 Bannerherr, 1714 Statthalter. Neben Mailand war er auch Gesandter nach Paris und Madrid.
1719 erhielt er von Kaiser Karl VI. den Adelsbrief und wurde mit dem Namen "Keller von Kellern" in den erblichen Adelsstand erhoben.